# Webera erecta
Webera erecta là một loài Rêu trong họ Bryaceae. Loài này được (Lindb.) Limpr. miêu tả khoa học đầu tiên năm 1891.